# Tonya
Tonya est une ville et un district de la province de Trabzon dans la région de la mer Noire en Turquie.